# Ди Ђироламо (Пескара)
Ди Ђироламо (итал. Di Girolamo) је насеље у Италији у округу Пескара, региону Абруцо.
Према процени из 2011. у насељу је живело 440 становника. Насеље се налази на надморској висини од 47 м.